# Dorfkirche Eschefeld

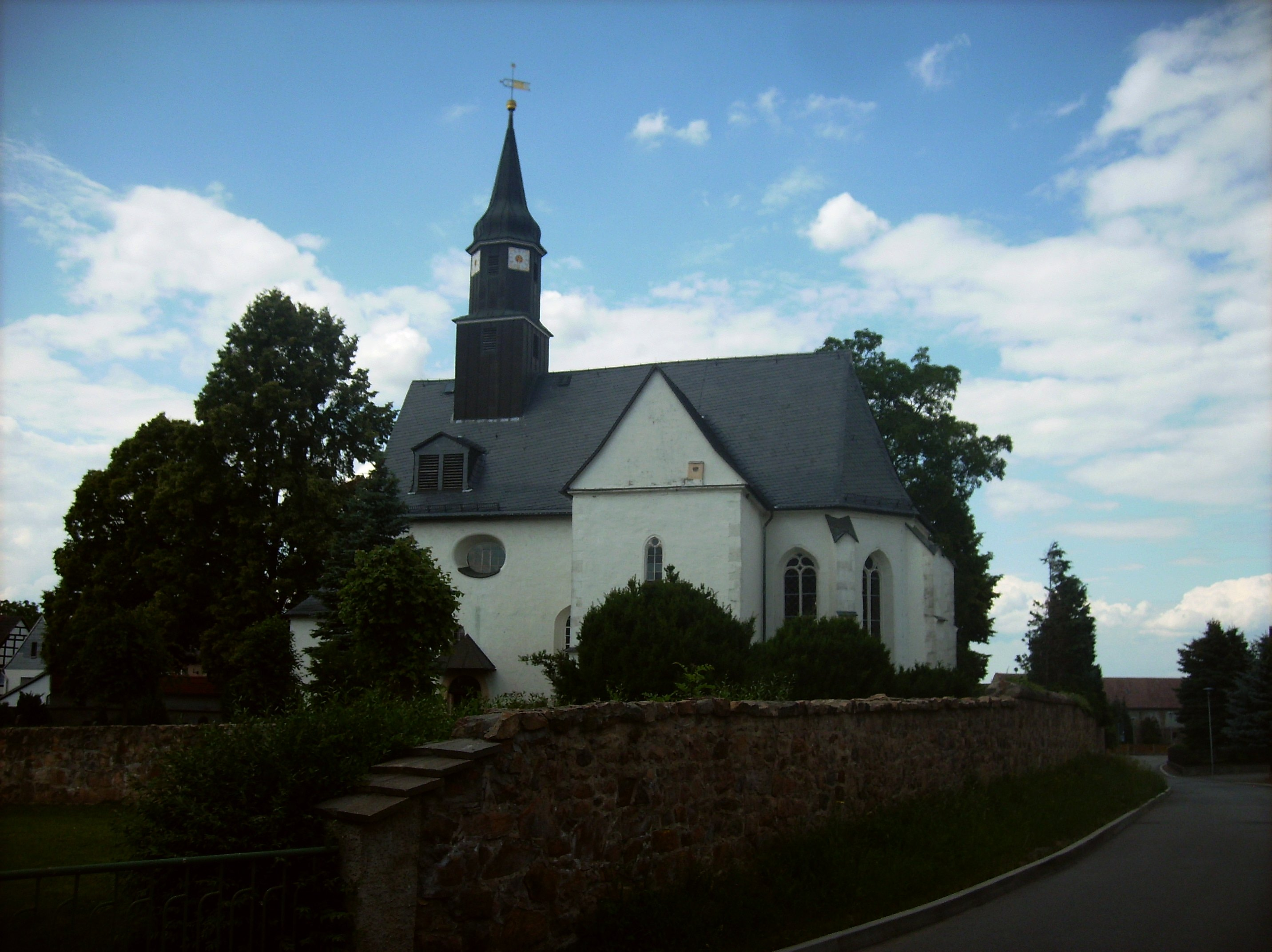
Dorfkirche Eschefeld

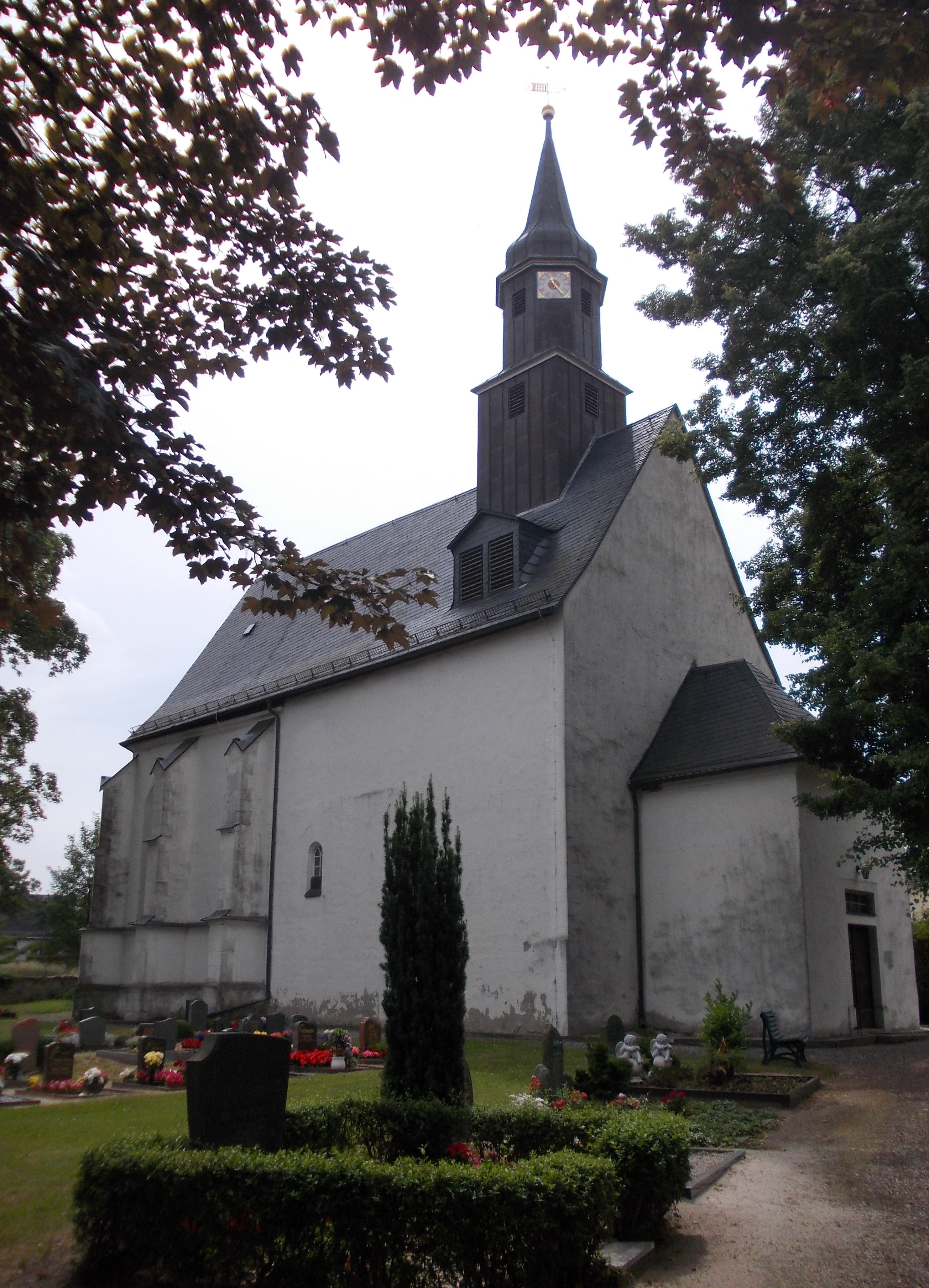
Nordwestansicht

Die evangelische Dorfkirche Eschefeld ist eine romanische Saalkirche im Ortsteil Eschefeld von Frohburg im Landkreis Leipzig in Sachsen. Sie gehört zum Kirchspiel Kohrener Land-Wyhratal der Evangelisch-Lutherischen Landeskirche Sachsens.

## Geschichte und Architektur
Die Kirche ist eine romanische Saalkirche aus Bruchsteinmauerwerk, die um das Jahr 1500 mit einem dreiseitig geschlossenen Chor und einer Sakristei versehen wurde. An der Nordseite ist ein romanisches Rundbogenfenster erhalten, an der Südseite ein spätromanisches Rundbogenportal, das vermutlich später verändert wurde. Der Dachreiter wurde 1841 von Gottlob Schurig erbaut.
Der Saal ist innen mit einer Holzdecke geschlossen und öffnet sich mit einem spitzen Triumphbogen zum Chor, der mit Sterngewölbe geschlossen ist. Die Emporen an der Nord- und Westseite sind zweigeschossig, an der Südwand des Chores eingeschossig. Die Sakristei an der Südseite ist mit einem Tonnengewölbe geschlossen.

## Ausstattung
Das Hauptstück der Ausstattung ist ein zweifach wandelbarer Schnitzaltar aus einer Altenburger Werkstatt aus der Zeit um 1510. In der Predella sind Christus und die Apostel, im Mittelschrein Maria mit dem Kind zwischen den Heiligen Cyriacus und Katharina dargestellt. Auf den Flügeln sind je sechs Heilige dargestellt: links Margaretha, Nikolaus, Dorothea, Barbara, Valentin und Agatha, rechts Martha, Urban, Maria Magdalena, Agnes, Martin und Elisabeth. Die erste Wandlung zeigt gemalte Passionsszenen sowie eine Darstellung der Teufelsaustreibung des Heiligen Cyriacus und die Martyrien der Heiligen Fabian und Sebastian. Die zweite Wandlung zeigt Johannes den Täufer, die Verkündigung, Maria und Elisabeth, die Geburt und Anbetung Christi und den Heiligen Nikolaus. Im feingliedrigen Gesprenge sind der Erzengel Michael, die Heiligen Georg und Cyriacus sowie der Erzengel Gabriel dargestellt. Unter dem Altar befindet sich die Gruft der Familie von Einsiedel.
Die Kanzel aus dem 17. Jahrhundert ist mit Darstellungen der Evangelisten am Korb versehen; an der Kanzeltreppe sind Moses, Daniel und Jeremias zu finden. Die anschließende Betstube ist mit Darstellungen der Propheten Habakuk, Zephania und Haggai versehen. Ein spätgotischer Taufstein auf einer gedrehten Säule vom Anfang des 16. Jahrhunderts trägt einen mächtigen barocken Deckel.
Die Orgel ist ein Werk von Emil Wiegand aus dem Jahr 1861 mit 15 Registern auf zwei Manualen und Pedal und ist mit Ausnahme der nach dem Ersten Weltkrieg ersetzten Prospektpfeifen im Ursprungszustand erhalten.